# Hideaway, Texas
Hideaway là một thành phố thuộc quận Smith, tiểu bang Texas, Hoa Kỳ. Năm 2010, dân số của xã này là 3083 người.

## Dân số
- Dân số năm 2000: người.
- Dân số năm 2010: 3083 người.